# Haworthia diaphana
Haworthia diaphana är en grästrädsväxtart som beskrevs av M. Hayashi. Haworthia diaphana ingår i släktet Haworthia och familjen grästrädsväxter. Inga underarter finns listade i Catalogue of Life.